# Université polytechnique de Saint-Pétersbourg Pierre-le-Grand
L’université polytechnique de Saint-Pétersbourg Pierre-le-Grand (SPbPU en abrégé) est l'une des principales universités scientifiques et techniques de Russie, et l'un des plus grands centres de recherche scientifique de la CEI, notamment en physique mathématique et appliquée, en aéronautique, en génie chimique. Il a changé de multiples fois de nom depuis sa création : « Institut polytechnique Pierre-le-Grand », « Institut polytechnique Kalinine », etc. Au niveau national, il joue un rôle parallèle à celui du Caltech pour les États-Unis (l’Institut de physique et de technologie de Moscou est surnommé, lui, le « MIT russe » ). En 2012, SPbPU se classait dans les 400 meilleures universités au monde. Il possède l'un des meilleurs laboratoires de recherche en mécanique des fluides. Parmi les anciens étudiants de l'établissement, on trouve plusieurs lauréats du prix Nobel, tels Pyotr Kapitsa, des physiciens atomistes, des inventeurs (Nikolaï Doukhov), de grands pionniers de l’aéronautique moderne (Iouli Khariton, Oleg Antonov, Nikolaï Polikarpov et Gueorgui Beriev). L’université est habilitée à délivrer les diplômes de licence, de master et de doctorat. Ses principales facultés scientifiques sont : 
- Faculté de physique et de mécanique
- Faculté de radioélectricité et sciences de l'ingénieur
- Faculté de sciences physiques et de technologie
- Faculté de génie médical et de biotechnologie

## Histoire

### Les débuts sous l'ère impériale
À sa création, en 1899, l’Institut polytechnique de Saint-Pétersbourg était l'école d'ingénieur la plus moderne de Russie. Elle était l'œuvre du ministre des Finances, le comte Serge Witte, qui voyait dans l'ouverture d'un établissement modelé sur l’École polytechnique un pas important vers l’industrialisation de son pays. Son idéal reçut l'appui de son collègue, l’agronome Vladimir Kovalevski (ru), et du célèbre chimiste Dimitri Mendeleïev : ces trois hommes passent généralement pour les fondateurs de l'Institut.
Le premier directeur fut le prince Andreï Gagarine. Contrairement à son modèle, l’École polytechnique, l'institut de Saint-Pétersbourg se constitua d'emblée comme un établissement civil. Au sein de l'empire tsariste, il dépendait directement du Ministère des Finances, et à ce titre, étudiants et enseignants portaient l'uniforme des fonctionnaires de ce ministère.
Le premier campus fut aménagé par l’architecte Ernst Virrikh (ru), sur des terrains agricoles s'étendant derrière la datcha Lesnoye. Le choix de cet emplacement devait ménager une certaine distance entre le campus et la capitale impériale, Saint-Pétersbourg.
L’Université ouvrit ses portes aux étudiants le 1er octobre 1902. Elle comptait à l'origine quatre départements : Sciences économiques, génie naval, électromécanique et métallurgie.

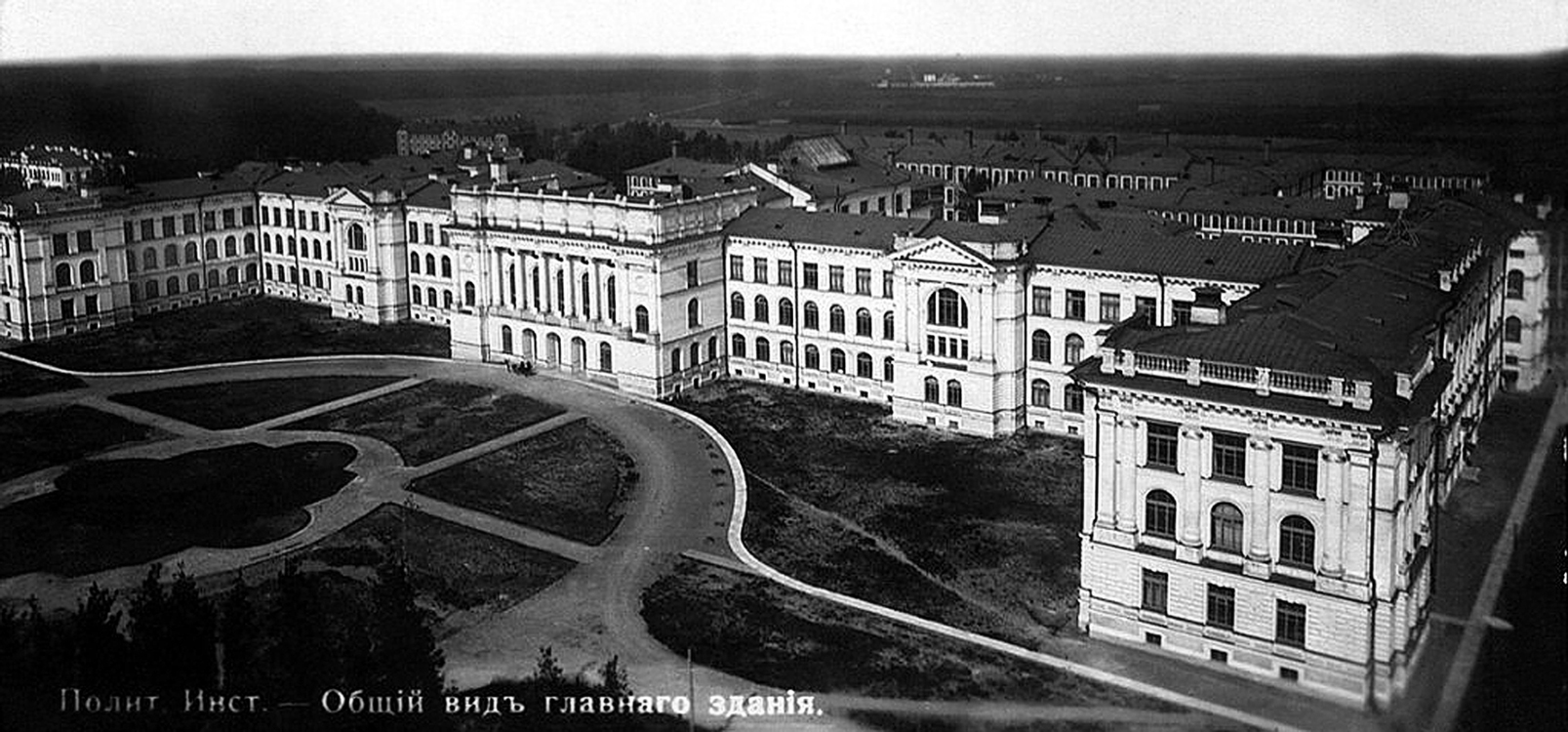
Le grand hall (1902)
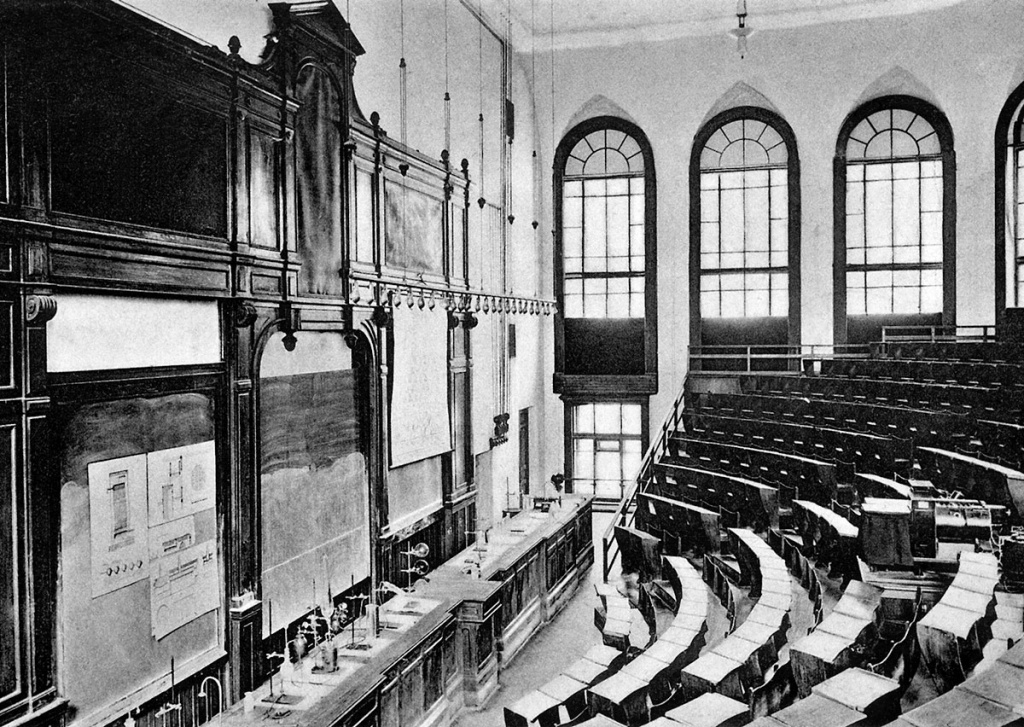
Un amphithéâtre du nouvel institut (1902)

Son développement fut interrompu par la révolution russe de 1905. L’un des étudiants, M. Savinkov, trouva la mort au cours du « Dimanche rouge » (22 janvier 1905). La réaction des autres étudiants ne se fit pas attendre, et les cours ne purent reprendre qu'au mois de septembre 1906, c’est-à-dire près de deux années après les événements. Parmi les émeutiers, on trouve le futur leader bolchevik Mikhaïl Frounze et l’écrivain Eugène Zamiatine. Il y eut d'ailleurs quatre professeurs de l’Université polytechnique parmi les députés de la Première Douma : N. A. Gredeskoul, N. I. Kareev, A. S. Lomchakov et L. N. Yasnopolsky.
En 1909, le département de génie naval créa l’École d'aéronautique (qui fut la première de Russie) puis en 1911 une École de construction automobile. À la veille de la Grande Guerre, l’Institut, rebaptisé « Institut polytechnique Pierre-le-Grand », comptait déjà 6 000 étudiants.
Dès le début du conflit, la moitié des étudiants partit sous les drapeaux. Certains, comme le futur général soviétique Leonid Govorov, n'eurent qu'un mois de sursis. Une partie des locaux de l'Université furent dès lors mis à disposition de l’Hôpital Marie-Fedorovna, le plus grand hôpital militaire de Russie au cours du conflit.
Malgré la guerre, l’Institut demeurait actif. Ainsi en 1916 Abram Ioffe ouvrit son séminaire de physique, qui allait être fréquenté par trois futurs lauréats du prix Nobel et plusieurs autres étudiants appelés à un grand avenir. Ce séminaire forma par la suite l'embryon de l’Institut Ioffe.

### La révolution d'Octobre et ses conséquences

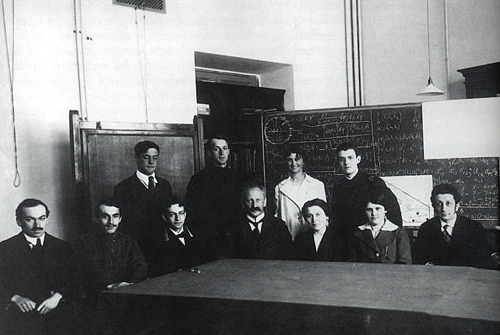
Le séminaire de physique du Ioffé à l'Institut polytechnique ; on voit parmi les participants : Yakov Frenkel - assis à gauche, Nikolaï Semionov à son côté, Abram Ioffé au centre, Pyotr Kapitsa debout à gauche.

Le 5 juin 1918 l’institut était rebaptisé Premier Institut polytechnique (le Second Institut polytechnique étant l'ancienne université technique féminine). En novembre 1918, le Conseil des commissaires du peuple (URSS) abolit tous les diplômes, certificats et grades universitaires, pour ne plus considérer que deux statuts : celui de professeur (pour lequel on exigeait trois années de pratique en tant qu'ingénieur) et celui d’instructeur (pour lequel on n'exigeait aucun diplôme). Les Départements devinrent des facultés (факультеты), et leur directeur troqua son titre pour celui de recteur. La politique de l'Institut était aux mains d’un soviet (conseil populaire) composé de 11 représentants des professeurs et de 15 représentants des étudiants. L’un des membres les plus actifs de ce soviet fut le futur lauréat du prix Nobel Pyotr Kapitsa.
En mars 1919, on créa deux nouvelles facultés : celle de physico-mécanique (fizikomekhanicheskij) et celle de chimie. Abram Ioffe, qui prit la direction de la faculté de physico-mécanique, en fit un établissement tourné vers la physique atomique et la physique du solide, un choix absolument original pour une école d'ingénieurs en 1918.
Au cours de l'hiver 1918-1919, la pénurie de vivres et de pétrole fit mourir de faim et de froid plusieurs étudiants et professeurs : au début de la nouvelle année, il ne restait plus que 500 étudiants. Le second semestre, démarrant traditionnellement au mois d'août, fut interrompu le 24 août 1919, tous les étudiants étant mobilisés pour combattre l'armée de Ioudenitch. L’Institut fut ceinturé de fossés et de barbelés pour en faire un bastion de l’Armée rouge. Au mois de décembre 1919, l’Institut était entièrement déserté.

### L'ère soviétique
L’Institut ne reprit ses activités qu'en avril 1920, et surtout en tant que composante stratégique du « Plan pour l'électrification de la Russie », le plan GOELRO, présidé (au moins pour la région nord) par un professeur de l'université, A.V. Wulf. L’Institut prit part à plusieurs projets, dont le barrage hydroélectrique sur la Volkhov et la centrale hydroélectrique du Dniepr.
Pourtant, au cours de l’automne 1920, il n'y avait à certains cours plus qu'un ou deux étudiants, résolus à faire fi du froid glacial et de la pénurie de charbon. Mais c'est aussi au cours de cette période difficile que les physiciens Nikolaï Semionov et Pyotr Kapitsa imaginèrent un moyen de mesure du champ magnétique d’un noyau atomique. Leur idée, avec quelques améliorations, fut réalisée quelques années plus tard par deux physiciens allemands, Otto Stern et Walther Gerlach ; elle déboucha sur l’expérience de Stern et Gerlach. Au département du génie électrique, un autre étudiant de l’Institut, Léon Theremin, travaillait sur des instruments de musique électroacoustique. Il donna la première démonstration de sa theremin à l'Institut polytechnique en novembre 1920.
À la fin de la guerre civile russe, plusieurs étudiants reprirent le chemin de l'Institut : dès le printemps 1922, l'effectif était remonté à 2800 inscrits. À l’automne 1922 l’Institut d'Agronomie de Tsarskoe Selo, fermé, fut remplacé par la nouvelle « faculté d'Agronomie » de l'Institut Polyytechnique.
En 1926, les commissaires du peuple décidèrent de rétablir le titre d’ingénieur et d'autoriser les « enfants des travailleurs de l’intelligentsia » à concourir pour les écoles supérieures (seuls les ouvriers et fils d'ouvriers étaient jusque-là admis). Le nombre d’étudiants de l'Institut polytechnique retrouva bientôt son niveau de 1914 puis même celui de 8 000 étudiants en 1928. L'année suivante, deux nouvelles facultés voyaient le jour : celle de construction aéronautique et celle d’hydraulique appliquée.
En 1930, les commissaires du peuple décidèrent de créer un réseau d'écoles d'ingénieurs en lieu et place de l'ancien institut, qui fut dissous le 30 juin, pour donner naissance à :
- l’Institut d’hydrotechnique (Гидротехнический),
- l’Institut de génie civil et industriel (Институт инженеров промышленного строительства), devenue par la suite université technique du génie militaire (Военный инженерно-технический универ.),
- l’Institut des constructions navales (Кораблестроительный),
- l’École d’aviation (Авиационный),
- l’Institut d’électrotechnique (Электротехнический),
- l’Institut du génie chimique (Химико-технологический),
- l’Institut de métallurgie (Металлургический),
- l’Institut du génie mécanique (Машиностроительный),
- École du génie rural (Индустриального сельского хозяйства),
- l’Institut de physico-mécanique (Физико-механического),
- l’Institut des finances et des sciences économiques (Финансово-экономический) and
- l’Institut des moteurs et propulseurs (Всесоюзный котлотурбинный).

Bientôt, l’Institut du génie mécanique donna à son tour naissance à un Institut de mécanique militaire.
Mais dès le mois d'avril 1934, la plupart de ces instituts furent regroupés au sein de l’Institut industriel de Léningrad. En 1935, forte de 10 000 étudiants, 940 professeurs et enseignants, et 2600 collaborateurs, c'était la plus grande école d'ingénieurs d'Union soviétique.
Au mois de novembre 1940, l’Institut était renommé Institut polytechnique Kalinine en hommage au président du Præsidium du Soviet suprême Mikhaïl Kalinine.

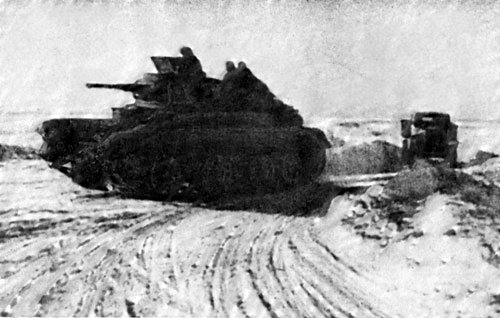
Études sur la cohésion de la glace pour le projet de « Route de la vie » à l’Institut polytechnique.

En préparation de la Grande Guerre patriotique, Staline fit rappeler sous les drapeaux 3 500 étudiants, et des centaines d'autres étaient recrutés sur les chantiers de fortification. Le grand hall de l'Institut fut converti en hôpital, et un autre bâtiment servit de centre d'instruction pour les futurs tankistes. Le 8 septembre 1941, le siège de Léningrad commençait. Les recherches sur la force portante de la banquise, menées par les professeurs S.S. Golouchkevitch, P.P. Kobeko, N.M. Reyman et A.R. Choulman persuadèrent les autorités d'acheminer des ressources vitales à travers le lac Ladoga pris par les glaces. Les chercheurs déterminèrent le tracé le plus sûr pour cette « Route de la vie ».
Les enseignants et les derniers étudiants furent évacués vers Tashkent en janvier 1943, et au mois de novembre 1943 les cours purent même reprendre à Leningrad, avec 250 étudiants et 90 enseignants. L’Institut polytechnique était désormais le seul établissement de Léningrad ayant autorité pour délivrer les diplômes de doctorat (« candidat ») (Ph.D) et l'habilitation. Jusqu'à la libération de la ville, il délivra 19 doctorats (tous consacrés à des études militaires), et en 1945 tous les dommages causés aux bâtiments étaient déjà réparés.

### Depuis la Perestroïka
En 1988 le nouveau Département Physico-Technique de l'Institut, formé autour de l’Institut Ioffe et dirigé par Jaurès Ivanovitch Alferov (lauréat en 2000 du prix Nobel) fut inauguré. En septembre 1991, la ville de Léningrad retrouvant son nom historique de Saint-Pétersbourg, l’institut devint l’université technique d’État de Saint-Pétersbourg (depuis 2002: l’université polytechnique...) ; mais la plupart des Russes continuent de l'appeler l’« Institut polytechnique ». En 2015, il était renommé l'université polytechnique de Saint-Pétersbourg Pierre-le-Grand.
Aujourd'hui, l’université polytechnique est un complexe universitaire formé de 23 facultés et instituts. Il a noué des partenariats avec 6 instituts associés : ceux de Pskov, de Tcheboksary, de Tcherepovets, de Sosnovy Bor, de Smolensk et d’Anadyr, et avec de nombreux laboratoires. Elle compte plus de 30 000 étudiants dont 1 100 doctorants et 3 000 étudiants étrangers.
- Le 15 février 2012, SPbPU a monté un centre de transfert de technologie commun avec Schneider Electric : «Schneider Electric - Polytechnic". Ce centre comprend deux laboratoires équipés par les soins de la Sté Schneider.

## Étudiants
Plus de 30 000 étudiants fréquentent annuellement l’université. Comme SPPU est un centre de recherche d'audience mondiale en physique appliquée et en mathématiques, plus de 3 000 étudiants étrangers (venant pour l'essentiel des États-Unis, du Royaume-Uni, de France, d’Allemagne, de Finlande, de Suède et de la plupart des états membres de la CEI) choisissent d'internationaliser leur cursus de licence ou de mastère en effectuant 4 ou 6 ans à Saint-Pétersbourg. La plupart des cours ont des coûts très compétitifs : ils sont environ 4 à 5 fois moins cher que ceux d'un lycée américain. Les cours se font en russe et en anglais.

### Répartition des étudiants par disciplines
- Écologie, génie environnemental et protection de l'environnement - 2 %
- Informatique - 7 %
- Automatique, contrôle-commande - 7 %
- Sciences économiques et management - 23 %
- Architecture et sciences de la construction - 10 %
- Sciences physiques et mathématiques- 5 %
- Sciences humaines - 8 %
- Art et culture - 1 %
- Sécurité et protection de l'Information - 2 %
- Énergie et génie électrique - 17 %
- Metallurgie, génie mécanique et traitement des matériaux - 10 %
- Génie industriel et automobile - 3 %
- Instrumentation et optique - 1 %
- Électronique, radioélectricité et théorie de la communication - 4 %

### Personnalités liées
Au total, l’Université a formé à ce jour plus de 150 000 ingénieurs. Parmi les personnalités ayant fréquenté ou enseigné à l'université, on compte :
- Les prix Nobel Piotr Kapitsa, Nikolaï Semionov, et Jaurès Alferov
- Un président de l’Académie russe des sciences, Anatoli Alexandrov
- Les académiciens Ivan Vinogradov, Igor Kourtchatov, Gueorgui Fliorov et Abram Ioffe
- Les pères de l'arme nucléaire soviétique, Igor Kourtchatov, Iouli Khariton et Nikolaï Doukhov.
- Les spécialistes de l'aéronautique Iouli Khariton, Oleg Antonov, Nikolaï Polikarpov et Gueorgui Beriev
- Le concepteur du tank T-34, Mikhaïl Kochkine
- Le grand maître international d’échecs David Bronstein
- L'écrivain Daniel Granine
- La joueuse d'échecs Dina Belenkaïa
- La vulcanologue Sofia Naboko
- Le journaliste américain Matt Taibbi
- Grigori Petrov, maître de conférences de théologie en 1902-1904
- L'ingénieur naval Vladimir Yourkevitch, concepteur du Normandie
- L'homme d'affaires Vitali Saveliev
- L'ingénieur et récipiendaire de la Légion d'honneur, Casimir Martin Sosnowski.
- Le premier être humain à avoir effectué un vol dans l'espace au cours de la mission Vostok 1, Youri Gagarine

## Source
- (en) Cet article est partiellement ou en totalité issu de l’article de Wikipédia en anglais intitulé « Saint Petersburg State Polytechnical University » (voir la liste des auteurs).